# Codex Coislinianus
El Codex Coislinianus (Gregory-Aland no. Hp/015), α 1022 (von Soden), és un manuscrit uncial del segle vi del Nou Testament. Està escrit en grec, sobre pergamí, amb lletres uncials, i es conserva a la Bibliothèque nationale de France (Suppl. Gr. 1074, and Coislin 202) a París i Gran Lavra a Atos.
El còdex conté 41 fulles de pergamí (30 x 25 cm) i conté els Epístoles Paulines. El text està escrit en una sola columna per pàgina, i 16 línies per columna.